# Зохар
„Зохар“ (на иврит: זהַר, „сияние“) е основополагащият текст на еврейското мистично течение Кабала.
Представлява група книги, първоначално написани на арамейски, съдържащи коментари на мистичните страни на Петокнижието, интерпретации на писанията и текстове за мистицизма, митичната космогония и мистичната психология. „Зохар“ включва дискусии за природата на Бог, произхода и устройството на Вселената, характеристиките на душите, изкуплението. Екзегезата на „Зохар“ може да се разглежда като езотерична форма на Мидраш.